# Arcadia (Wisconsin)
Arcadia è un centro abitato (city) degli Stati Uniti d'America situato nella contea di Trempealeau nello Stato del Wisconsin. La popolazione era di 2 925 persone al censimento del 2010. È la città più grande della contea di Trempealeau.

## Storia

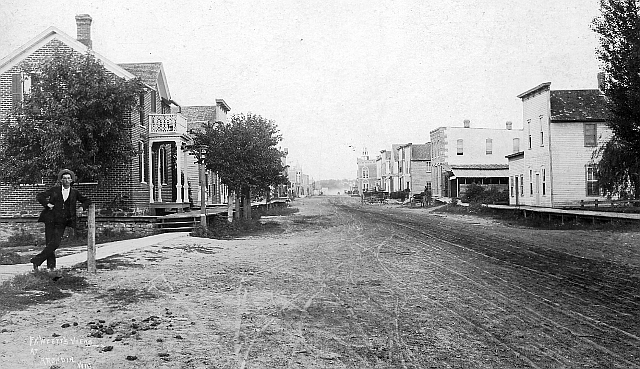
Arcadia, 1891

Arcadia è stata fondata nel 1855 su una collina che domina la Trempealeau River Valley. Tuttavia, quando la Green Bay and Western Railroad costruì una linea nella valle del fiume, la città si sviluppò lungo la linea.

## Geografia fisica
Secondo lo United States Census Bureau, ha un'area totale di 2,87 miglia quadrate (7,43 km²).

## Società

### Evoluzione demografica
Secondo il censimento del 2010, c'erano 2 925 persone.

### Etnie e minoranze straniere
Secondo il censimento del 2010, la composizione etnica della città era formata dal 73,4% di bianchi, lo 0,8% di afroamericani, lo 0,3% di nativi americani, lo 0,6% di asiatici, il 22,8% di altre razze, e il 2,1% di due o più etnie. Ispanici o latinos di qualunque razza erano il 31,2% della popolazione.